# Herbert Peters
Herbert Peters (Ragnit, 1925 – München, 2006) was een Duitse beeldhouwer en graficus.

## Leven en werk
Peters werd in 1925 geboren in de Oostpruisische stad Ragnit in de huidige Russische Oblast Kaliningrad. Hij volgde van 1946 tot 1948 een opleiding bij de beeldhouwer Adam Winter in Mainz-Kastel en studeerde van 1949 tot 1955 beeldhouwkunst bij de hoogleraar Toni Stadler aan de Akademie der Bildenden Künste in München. In 1952 kreeg hij een beurs van de Studienstiftung des Deutschen Volkes en in 1963 won hij de Villa-Romana-Preis voor een verblijf in Florence. In 1965 werd Peters lid van de Münchener kunstenaarsgroepering Neue Gruppe en in 1966 kreeg hij de Förderpreis der Stadt München für Bildhauerei.
Peters was in 1970 prijswinnaar bij de Biennale Internazionale della Grafica in Florence. Hij werd in 1983 gekozen tot lid van de Bayerische Akademie der Schönen Künste en was in 1996 eregast in Villa Massimo in Rome.
De kunstenaar leefde en werkte tot zijn dood in 2006 in München; onder andere in Villa Flossmann, de voormalige atelierwoning van de beeldhouwer Josef Flossmann (1862-1914).

## Enkele werken
- Gedenkstein für die 1938 zerstörte Hauptsynagoge in München (1968/69)[1], Maxburgstraße in München
- Ombra (1976)
- Torso V (1979)
- Monolithische Granitstele (1982/83), Destouches Straße in München
- Dreiteilig (1989)
- Skulptur (1990)[2], in München
- Zwei monolithische Granitpfeiler (1991/92), Mariahilfplatz in München
- Steintor am Rothsee

## Fotogalerij

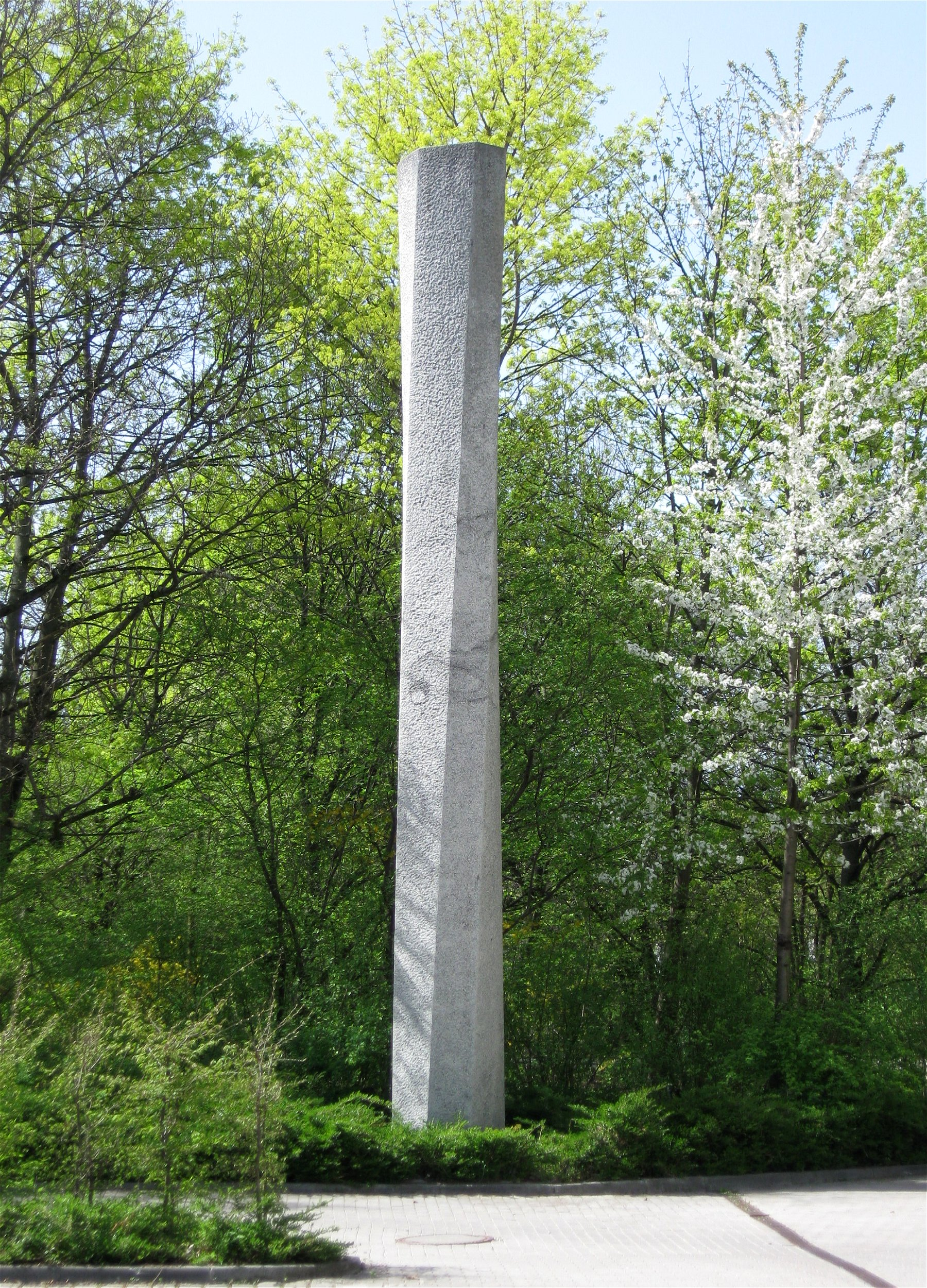
"Monolithische Granitstele" (1982/83)
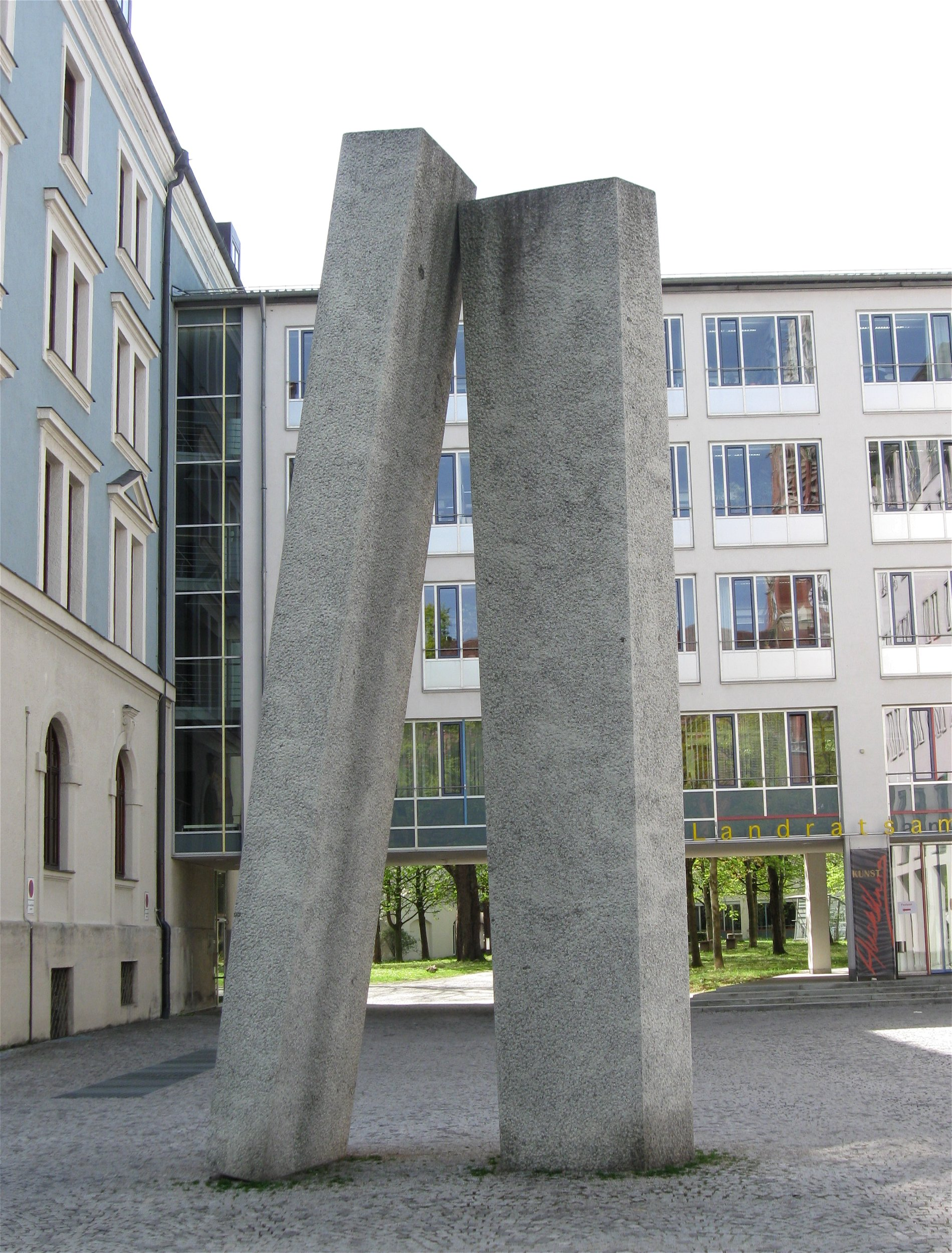
"Zwei monolithische Granitpfeiler" (1991/92)